# Tachymenis attenuata
Tachymenis attenuata är en ormart som beskrevs av Walker 1945. Tachymenis attenuata ingår i släktet Tachymenis och familjen snokar.
Arten förekommer i södra Peru och Bolivia. Honor lägger inga ägg utan föder levande ungar.

## Underarter
Arten delas in i följande underarter:
- T. a. attenuata
- T. a. boliviana